# Daviesia
Daviesia es un género de plantas con flores  perteneciente a la familia Fabaceae. Es originario de Australia. Comprende 167 especies descritas y de estas, solo 82 aceptadas.

## Taxonomía
El género fue descrito por James Edward Smith y publicado en Trans. Linn. Soc. London 4: 220. 1798. La especie tipo no ha sido designada.
Etimología
Daviesia: nombre genérico que fue nombrado en honor de Hugh Davies, un botánico galés.

## Especies aceptadas
A continuación se brinda un listado de las especies del género Daviesia aceptadas hasta agosto de 2014, ordenadas alfabéticamente. Para cada una se indica el nombre binomial seguido del autor, abreviado según las convenciones y usos.
| - Daviesia abnormis F. Muell. - Daviesia acicularis Sm. - Daviesia alata Sm. - Daviesia alternifolia Endl. - Daviesia anceps Turcz. - Daviesia angulata Benth. - Daviesia arborea W. Hill - Daviesia arenaria Crisp - Daviesia arthropoda F. Muell. - Daviesia asperula Crisp - Daviesia benthamii Meissner - Daviesia brevifolia Lindl. - Daviesia buxifolia Benth. - Daviesia cardiophylla F. Muell. - Daviesia cordata Sm. - Daviesia corymbosa Sm. - Daviesia costata Cheel - Daviesia crenulata Turcz. - Daviesia croniniana F. Muell. - Daviesia daphnoides Meissner - Daviesia debilior Crisp - Daviesia decurrens Meissner - Daviesia dielsii E. Pritz. - Daviesia discolor Pedley - Daviesia divaricata Benth. - Daviesia elongata Benth. - Daviesia epiphyllum Meissner - Daviesia eremaea Crisp - Daviesia euphorbioides Benth. - Daviesia filipes Benth. - Daviesia flava Pedley - Daviesia flexuosa Benth. - Daviesia genistifolia Benth. - Daviesia gracilis Crisp - Daviesia grahamii Ewart & Jean White - Daviesia hakeoides Meissner - Daviesia horrida Meissner - Daviesia incrassata Sm. - Daviesia inflata Crisp | - Daviesia lancifolia Turcz. - Daviesia latifolia R. Br. - Daviesia leptophylla Don - Daviesia longifolia Benth. - Daviesia mesophylla Ewart - Daviesia microphylla Benth. - Daviesia mimosoides R. Br. - Daviesia mollis Turcz. - Daviesia nematophylla Benth. - Daviesia nudiflora Meissner - Daviesia obovata Turcz. - Daviesia obtusifolia F. Muell. - Daviesia oppositifolia Endl. - Daviesia ovata Benth. - Daviesia pachylima Turcz. - Daviesia pachyphylla F. Muell. - Daviesia pectinata Lindl. - Daviesia pedunculata Benth. - Daviesia physodes G. Don - Daviesia podophylla Crisp - Daviesia polyphylla Benth. - Daviesia preissii Meissner - Daviesia pubigera Benth. - Daviesia purpurascens Crisp - Daviesia quadrilatera Benth. - Daviesia reclinata Benth. - Daviesia rhombifolia Meissner - Daviesia spinosissima Meissner - Daviesia spiralis Crisp - Daviesia squarrosa Sm. - Daviesia striata Turcz. - Daviesia stricta Crisp - Daviesia teretifolia Benth. - Daviesia triflora Crisp - Daviesia trigonophylla Meissner - Daviesia ulicifolia C.R.P. Andrews - Daviesia umbellulata Sm. - Daviesia uniflora D.A. Herb. - Daviesia wyattiana Bailey |